# Chris Davis
Pour les articles homonymes, voir Davis.
Ne pas confondre avec l'autre joueur de baseball Khris Davis.
Christopher Lyn Davis (né le 17 mars 1986 à Longview, Texas, États-Unis) est un ancien joueur de baseball évoluant à la position de premier but. Il a fait ses débuts dans les Ligues majeures au cours de la saison 2008 avec les Rangers du Texas avant de passer en 2011 aux Orioles de Baltimore entre 2011 et 2020.
Il est deux fois champion du baseball majeur pour les circuits avec 53 en 2013 et 47 en 2015.
Invité une première fois au match des étoiles en 2013, Chris Davis est surnommé « Crush »,, en référence de son habileté à frapper des coups de circuit et au personnage nommé Crash Davis dans le film de baseball Bull Durham.

## Carrière

### Rangers du Texas

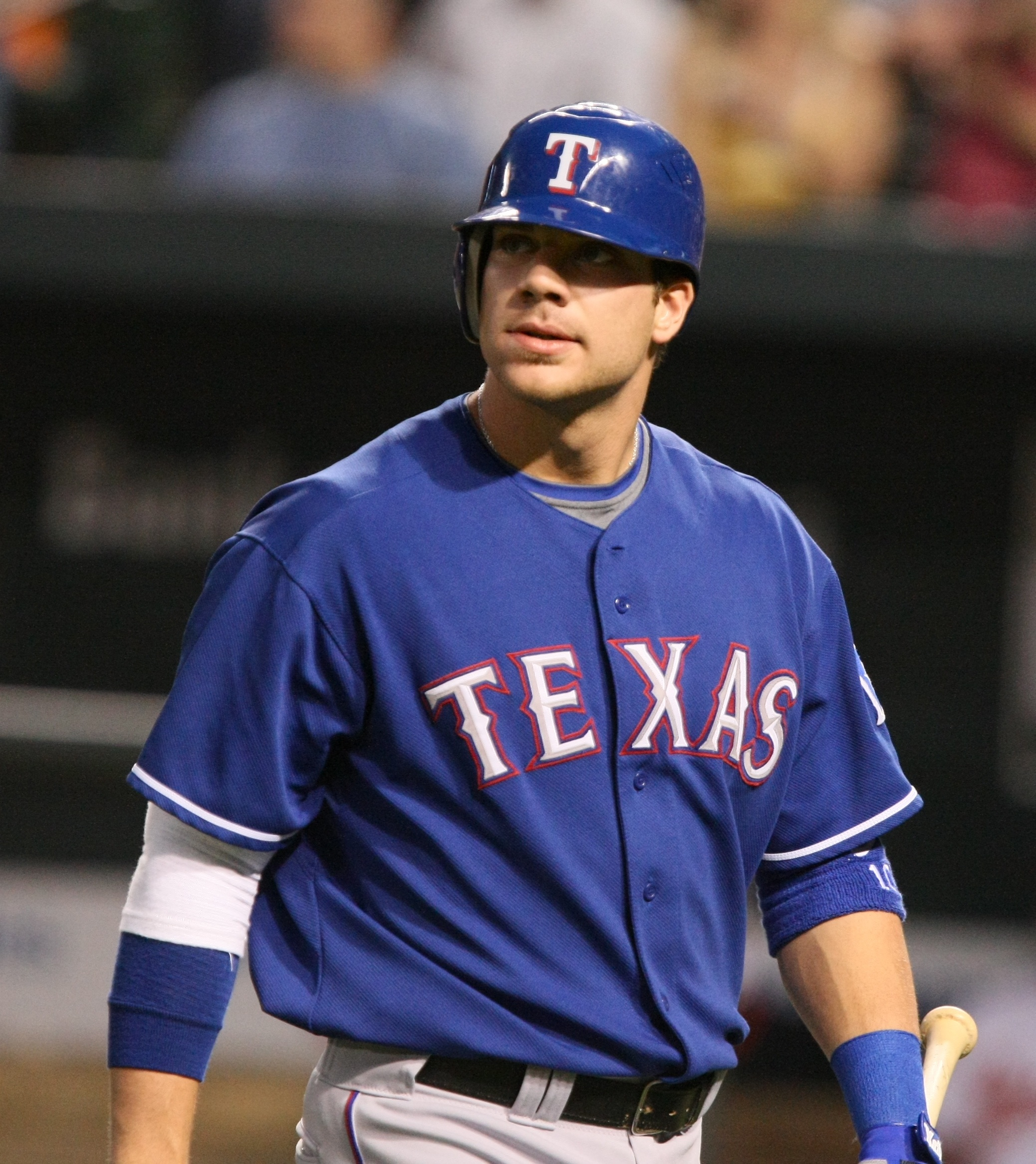
Chris Davis avec les Rangers du Texas.

Chris Davis est repêché deux fois par des formations du baseball majeur sans signer de contrat avec l'une d'entre elles : d'abord par les Yankees de New York (en 50e ronde du repêchage amateur de 2004) puis par les Angels de Los Angeles (35e ronde en 2005). Il s'entend finalement avec les Rangers du Texas, qui le sélectionnent au 5e tour en 2006.
Davis fait ses débuts dans les majeures avec les Rangers le 26 juin 2008 et dispute 80 parties, bouclant la saison avec une moyenne au bâton de ,285, 84 coups sûrs dont 23 doubles et 17 circuits, ainsi que 55 points produits. À son premier match en carrière, il récolte son premier coup sûr, réussi comme frappeur suppléant opposé au lanceur des Astros de Houston, Oscar Villarreal. À sa deuxième partie jouée, le 27 juin contre Philadelphie, il claque son premier coup de circuit dans les grandes ligues, une claque de deux points aux dépens de Clay Condrey.
En 2009, sa moyenne au bâton chute à ,238 mais il établit de nouvelles marques personnelles pour les coups sûrs (93), les circuits (21) et les points produits (59). À l'opposé, Davis est souvent retiré sur trois prises. Le 20 juin 2009, il est retiré de la sorte par un lanceur pour la 100e fois en carrière. Il ne s'agit que de sa 219e présence au bâton dans les majeures. Il détient le record peu enviable du joueur ayant été retiré 100 fois sur des prises dans le plus petit nombre de présences à la plaque, éclipsant la marque de 100 retraits en 235 présences établie par Melvin Nieves des Tigers de Detroit au cours de la saison 1997. En 2009, Davis est retiré sur trois prises à 150 reprises en 113 parties jouées.
Après avoir commencé la saison 2010 avec les Rangers, il est rétrogradé en ligues mineures fin avril, mais rappelé avec le grand club au cours de l'été.
Joueur de premier but, Davis est parfois utilisé au troisième coussin par les Rangers.

### Orioles de Baltimore
Le 30 juillet 2011, les Rangers échangent Davis et le lanceur Tommy Hunter aux Orioles de Baltimore en retour du releveur Koji Uehara.

#### Saison 2012
Le 6 mai 2012 au Fenway Park de Boston, Davis est utilisé comme lanceur dans un marathon de 17 manches remporté 9-6 par les Orioles sur les Red Sox. Il lance deux manches en relève, Baltimore n'ayant plus de lanceurs disponibles, sans accorder de point et il retire même deux adversaires sur des prises. Davis est le lanceur gagnant dans cette rencontre, devenant le premier joueur de position à remporter une victoire comme lanceur dans la Ligue américaine depuis Rocky Colavito des Yankees de New York en 1968. Davis est aussi le premier joueur de position des Orioles à lancer dans un match depuis Manny Alexander le 19 avril 1996. Au bâton, Davis est frappeur désigné et connaît une mauvaise journée avec aucun coup sûr en 8 présences au bâton. Il est le premier joueur à être 0 en 8 dans un match et à recevoir la victoire comme lanceur depuis Rube Waddell le 4 juillet 1905. Le club de Boston, aussi à court de lanceurs, envoie aussi son frappeur désigné au monticule : Darnell McDonald, qui écope de la défaite. C'est la première fois que deux joueurs de position sont opposés comme lanceurs dans un même match depuis George Sisler et Ty Cobb le 4 octobre 1925.
Du 26 septembre au 2 octobre 2012, Davis frappe au moins un coup de circuit dans 6 matchs de suite, égalant le record d'équipe établi par Reggie Jackson en 1976.
Davis atteint des sommets personnels de 139 coups sûrs, 33 circuits et 85 points produits en 2012 pour Baltimore, aidant les Orioles à se qualifier pour les séries éliminatoires.

#### Saison 2013

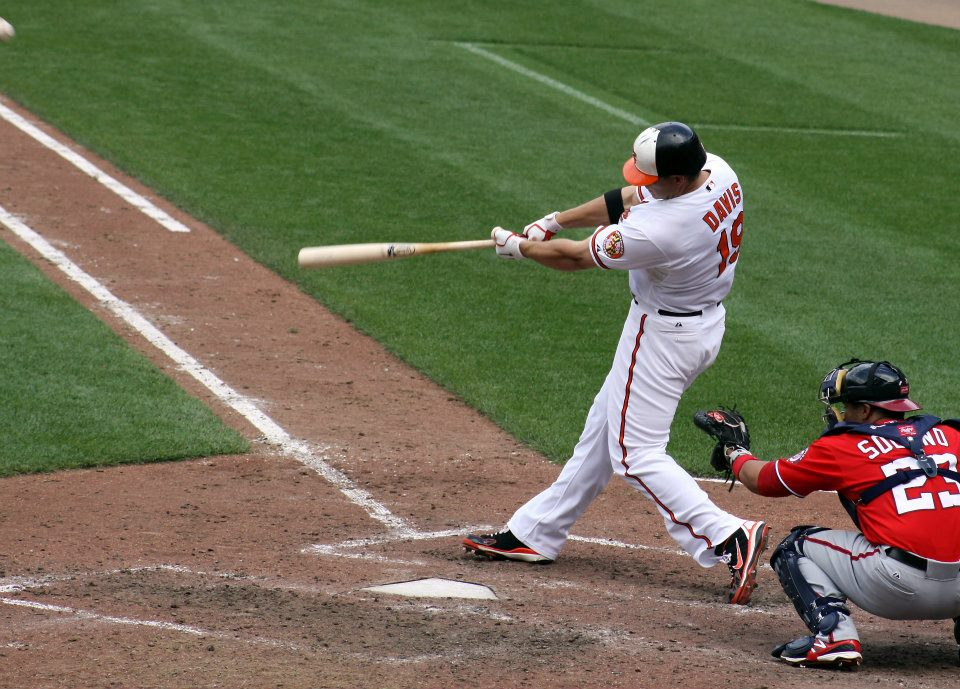
Chris Davis mène la MLB avec 53 circuits en 2013.

Le 5 avril 2013, Davis frappe son 4e circuit en autant de parties, devenant le 4e joueur à en réussir dans chacun des 4 premiers matchs d'une saison, après Willie Mays, Mark McGwire et Nelson Cruz. De plus, ses 16 points produits sont le plus haut total dans les 4 premiers matchs d'une saison depuis que les points produits sont devenus une statistique officielle en 1920.
Il mène la Ligue américaine après le premier mois du calendrier régulier pour la moyenne de puissance (,728), les circuits (9), les points produits (28) et le total de buts (67), ce qui lui vaut l'honneur d'être nommé meilleur joueur du mois d'avril.
Il est voté joueur de premier but partant de l'équipe de la Ligue américaine pour le match des étoiles 2013 disputé le 16 juillet à New York et participe la veille au concours de coups de circuit. Avec son 37e circuit de la saison le 14 juillet, Davis égale le record de la Ligue américaine pour le plus grand nombre de longues balles avant la pause du match des étoiles. Les calendriers des matchs variant d'année en année, Davis frappe 37 circuits en 96 matchs alors que Reggie Jackson en avait joué 92 pour obtenir le même total avant le match d'étoiles 1969. Le record des majeures demeure les 39 en 88 parties de Barry Bonds avant le match d'étoiles de 2001.
La production de circuits de Davis ralentit en deuxième moitié d'année, mais il remporte tout de même le championnat des circuits et des points produits dans le baseball majeur, avec 53 et 138, respectivement. Il mène également les majeures pour le total de buts (370). Avec une moyenne de puissance de ,634 il termine 2e des majeures derrière la moyenne de ,636 de Miguel Cabrera. Il est 2e de la Ligue américaine avec 103 points marqués, 6 de moins que le meneur Mike Trout, et 3e de l'Américaine avec 42 doubles. En revanche, Davis, qui frappe dans une moyenne au bâton de ,286, a le second plus haut total de retraits sur des prises (199) des majeures, devancé seulement par Chris Carter.
Davis remporte en 2013 son premier Bâton d'argent du meilleur joueur de premier but offensif de la Ligue américaine. Il termine 3e du vote désignant le joueur de l'année en Ligue américaine, derrière Miguel Cabrera et Mike Trout.

#### Saison 2014
Malgré les succès des Orioles, Davis connaît une difficile saison 2014. Celle-ci prend fin le 12 septembre lorsque la ligue le suspend 25 matchs pour usage d'amphétamines. En 127 matchs joués en saison régulière, la moyenne au bâton de Davis demeure sous la ligne de Mendoza, à seulement ,196. Malgré 26 circuits et 72 points produits, sa moyenne de puissance se chiffre à ,404. Au moment de l'annonce de sa suspension, il mène les majeures avec 173 retraits sur des prises.

#### Saison 2015
Même s'il mène le baseball majeur avec 208 retraits sur des prises en 2015, Davis remporte aussi le championnat des coups de circuit pour la seconde fois en trois ans alors qu'il frappe 47 longues balles, plus que tout autre joueur des majeures cette année-là. Il ajoute 117 points produits et 100 points marqués et élève à ,262 sa moyenne au bâton.

#### Saison 2016
Agent libre après la saison 2015, Chris Davis signe le 21 janvier 2016 un nouveau contrat de 161 millions de dollars pour 7 saisons avec les Orioles.

#### Saison 2021
Le 12 août 2021, Chris Davis ratait déjà toute la saison 2021 due à une opération chirurgicale à une hanche, il annonce sa retrait de la Ligue majeure de baseball.